# Качалов, Юрий Алексеевич
Юрий Алексеевич Качалов (род. 24 мая 1961, Темиртау, Карагандинская область) — советский и российский хоккеист, защитник, тренер. Мастер спорта России.

## Биография
Уроженец Темиртау, воспитанник тольяттинского хоккея, выступал за команды низших лиг «Торпедо» Тольятти (1978/79), «Сокол» Новочебоксарск (1979/80), «Амурсталь» Комсомольск-на-Амуре (1981/82, 1992/93 — 1993/94), СКА Хабаровск (1985/86 — 1990/91, 1993/94).
Тренер команды СКА-«Амур» (1994/95 — 1997/98), главный тренер команд «Амур-2» (1998/99 — 2003/04), «Голден Амур» (2004/05, Азиатская хоккейная лига), «Мотор» Барнаул (2005/06), «Энергия» Кемерово (2006/07), «Ермак» Ангарск (2008/09). С сезона 2010/11 — тренер «Амура» в КХЛ (18 сентября 2010 года был назначен исполняющим обязанности главного тренера, но матчей не проводил), с 14 октября 2011 года до конца сезона 2013/14 — главный тренер команды МХЛ «Амурские тигры». Затем — тренер в школе «Амура».